# Platonea
Platonea is een geslacht van mosdiertjes uit de familie van de Tubuliporidae en de orde Cyclostomatida. De wetenschappelijke naam ervan werd in 1920 voor het eerst geldig gepubliceerd door Canu & Bassler.

## Soorten
- Platonea denticulata Buge, 1979
- Platonea elongata Osburn, 1953
- Platonea expansa Osburn, 1953
- Platonea hirsuta Canu & Bassler, 1922
- Platonea philippsae (Harmer, 1915)
- Platonea scalaria Canu & Bassler, 1922
- Platonea sinensis (Lu, Nie & Zhong, 1988)
- Platonea stoechas Harmelin, 1976
- Platonea veleronis Osburn, 1953